# Stereotip
Stereotip je v obliki sodb posplošeno predstavljanje ali dojemanje družbenih pojavov, družbenih skupin  in njihovih pripadnikov. Stereotipi so lahko negativni, pozitivni z različno stopnjo prepričljivosti, da je sodba resnična, pravilna. Stereotipi so delno točni, delno napačni pripisi določene značilnosti ali lastnosti različnim socialnim skupinam in njihovim pripadnikom. Stereotipi s poudarjanjem pripisane lastnosti presojajo razlike med skupinami, ob tem pa spregledujejo razlike med posamezniki v skupinah. S stereotipiziranjem se odrekamo množici raznovrstnih informacij v zameno za generalizirane predstave, ki vplivajo na našo presojo sveta okrog nas. Stereotipi običajno ne izvirajo iz osebnih izkušenj posameznika, ampak so splošno sprejeti in vpeti v družbeno kulturni prostor v katerem nastajajo, se ohranjajo, pridobivajo na intenziteti in se prenašajo iz ene generacije v drugo. Na stereotipe v družbi vplivajo vsi dejavniki socializacije v družbi. Družina, izobraževanje, množični mediji. Stereotipi so sicer stalnica, vendar niso nespremenljivi. Spreminjajo se v primerih, ko pride do večjih sprememb v medskupinskih odnosih ali zaradi pozitivnih medosebnih odnosov (hipoteza stika). 

## Izvor stereotipov
Obstaja več teorij o izvoru in formiranju stereotipov. Stereotipi in stereotipne vsebine so zakoreninjeni v družbeno kulturni prostor v katerem živimo. Stereotipi izvirajo iz nekaterih pojavov družbene realnosti in ni nujno, da pripisane sodbe neki skupini tudi ustrezajo dejanski resnici. Stereotipi in stereotipiziranje izhajajo iz statusne različnosti družbenih skupin (ugled, moč, denar). Z vidika kognitivne percepcije pa je osnova za izvor stereotipov razpoznavanje navideznih korelacij dveh pojavov, dogodkov ali lastnosti čeprav realno med njimi soodvisnosti ni.

## Nacionalni stereotipi
Nacionalni stereotipi so predstave, pogosto neosnovane, ki temeljijo na posploševanju in poenostavljanju posameznih ali skupnih lastnosti, značilnosti o narodih in nacionalnih skupinah in njihovih predstavnikih (nemška natančnost, italijanski smisel za umetnost, vraževernost črncev, delavnost Slovencev). Stereotipna skupinska dojemanja, nacionalni stereotipi, stereotipne podobe se lahko izoblikujejo v povezavi tako s posamezniki lastne družbene skupine, nacije kot tudi s pripadniki drugih družbenih skupin. Vsaka nacije si ustvarja lestvico nacij, ki jim druge nacije pripisujejo večjo ali manjšo priljubljenost, nezaupanje, zaupanje, sovražnost, simpatije. Raziskave kažejo, da lastnemu narodu, skupini, ki ji pripadamo večinoma pripisujemo boljše, pozitivne ocene (avtostereotipi), druge nacije ocenjujemo pristransko in jim pripisujemo slabše ocene (heterostereotipi). Nacionalni stereotipi so najbolj pogosti, opisi in analize nacionalnih stereotipov so vključeni v vsebine zgodovinopisja že stoletja. Na oblikovanje nacionalnih stereotipov ima velik vpliv etnična folklora in zgodovinski odklonilen odnos, ki ga ena nacija goji do druge. Z nacionalnimi stereotipi se pogosto srečujemo v etničnih dovtipih in na prvi pogled neškodljivih šalah. Nacionalni stereotipi so odraz obrambnih in ali intenzivirajočih dojemanj sebe in drugih v vsakdanjem in javnem dialogu. 